# モヒガン族
モヒガン族（モヒガンぞく、英語: Mohegan Tribe）はアメリカ連邦政府より認定されたアメリカ先住民族であり、モヒガン人を代表する主権部族政府である。コネチカット州アンカスビルのテムズ川沿いに保留地がある。
モヒガン族の主権部族政府としての認定は350年以上遡る、数々の条約や法律によって記録されている。ピクォート戦争 （1637年 - 1638年）でイギリス側に協力し勝利を収めたサッチェム（モヒガンの言葉で「首長」を指す）アンカスが締結したハートフォード条約が例に挙がる。ハートフォード条約によってモヒガン族はイギリスから主権が認められたが、植民地時代の土地の喪失によって、部族としてのアイデンティティーが認識され続けられることに苦戦した。特に、白人社会からは米国大衆社会とその文化に同化したと、何世紀にもわたって想定されていた。
モヒガン族は20世紀終盤に再組織され、コネチカット州政府がかつて違法に売った土地を返還すべく、アメリカ連邦政府へ土地返還訴訟を起こした。和解後の1994年、モヒガン族政府は連邦政府より主権政府の認定を受けた。同年、アメリカ議会はモヒガン族政府（コネチカット州）土地返還法を可決した。ユナイテッド原子力社が所有していた土地を保留地として認め、所有権はアメリカ合衆国が部族に代わって管理するものとして信託された。
主権が保証された保留地を得られたことでモヒガン族は保留地上にゲーミング事業を展開し、部族の福利と経済的発展のための収入源を確立することができた。モヒガンサン・カジノはテムズ川上流にあるシャントック城塞跡に建てられ、1996年10月12日に開業した。

## モヒガン族の理念
1997年、モヒガン族の長老評議会は次の理念を定めた。

## 歴史
17世紀以前のモヒガン族は、今日でいうニューイングランド地方南部に居住したアルゴンキン語系の先住民族から派生した、ピクォート族の一部であった。

### アンカス

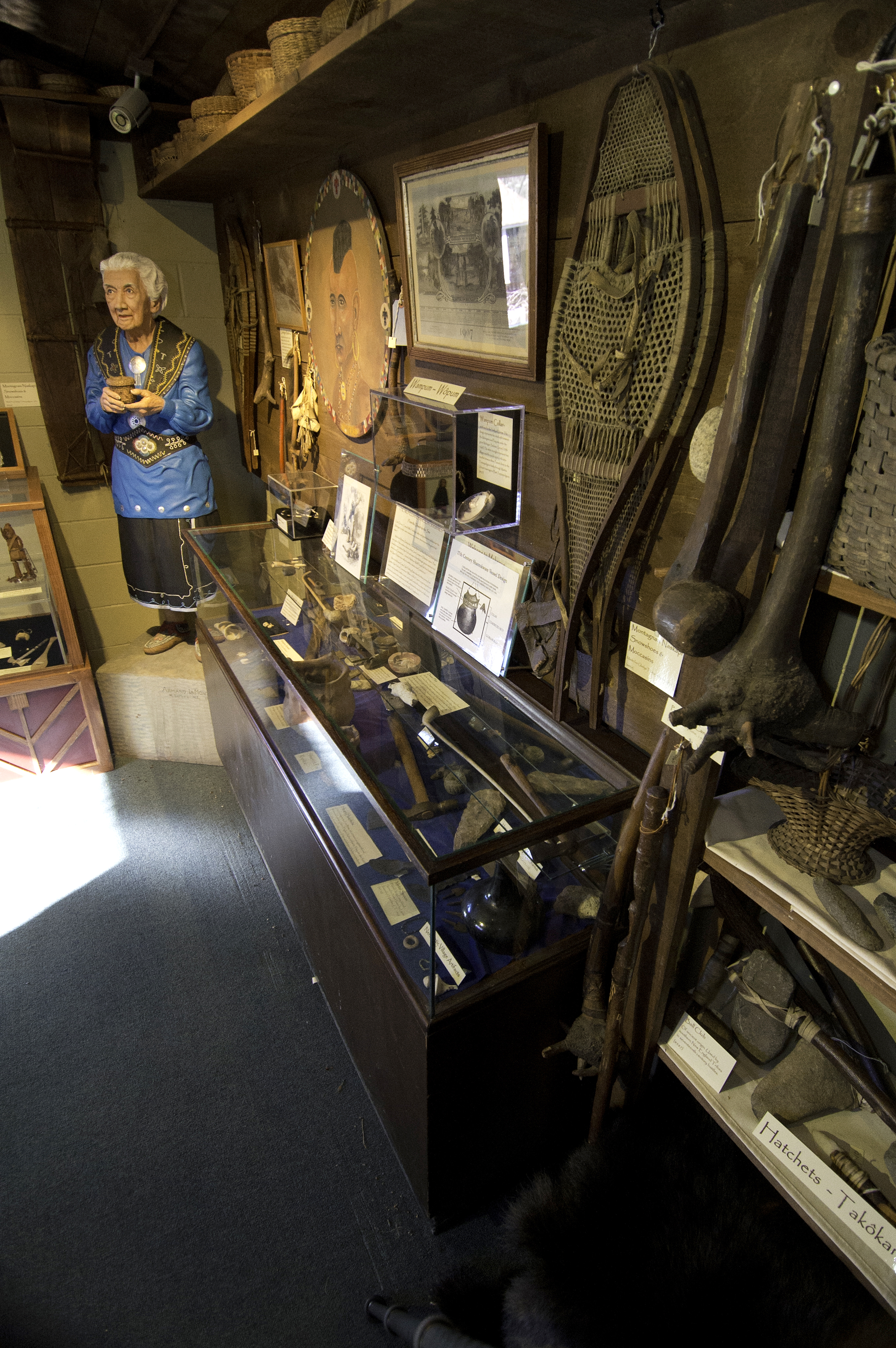
モヒガン族博物館は先住民族が所有・運営する博物館ではアメリカ最古の施設である。グラディス・タンタキジョンとその父と兄弟、ジョンとハロルドによってモヒガン族の重宝を保管する場所として、1931年、コネチカット州アンカスビルに建てられた。

数々のアルゴンキン系言語を話したコネチカット州の部族にとって、16世紀初期は重大な転機の時代であった。欧州人の急速な入植によって土地と資源を巡る競争が激化し、新たな疫病は危険な速度で先住民人口を激減させていた。当時のピクォート族では、ピクォート族のサッサクス首長と有力者アンカス（1598年 - 1683年）の間で闘争が生じていた。
アンカスは従者らと部族を離れ、先祖が称したのに従い、「オオカミの民」の意味を持つ「モヒガン」を自称するようになった。また、各部族はイギリス人や他の欧州人との衝突にそれぞれ違った対処の考えを持っていたが、アンカスはイギリスの入植者たちと協働することを好んだ。サッサクス指導下のピクォート族は入植者と戦争する道を選び、1637年から1638年まで続いたピクォート戦争は、他の先住民族もどちらか一方について戦闘に参加した。
止まない戦いによって生じた戦争被害の深刻さを見兼ねたアンカスは、欧州の侵略者と和平な関係を築いたが、先住民族間で物議を醸すようなこの選択肢はアンカスとモヒガン族に対して、ピクォート戦争を戦い続けるイギリス陣営との不安定な同盟を組むのに余儀無くさせた。結果としてモヒガン族は、イギリスがピクォート族を倒す一助となった。
戦後、アンカスはナラガンセット族からの侵入を防いだ、テムズ川沿いのシャントック村まで人々を連れた。ナラガンセット族の侵入もまた、欧州人の入植や入植によって派生した先住民族間の衝突から生じたものであった。モヒガン族のイギリスとの同盟は、その後フィリップ王戦争（1675年 - 1676年）中も、入植者からの攻撃から人々の安全を比較的守ったものとされている。

## 政府
モヒガン族は欧州人の北米到達以前から独立政府的統治制度を築き、維持していた。現モヒガン政府は、20世紀に起草された「コネチカット州先住民族のモヒガン族による憲法」を基礎に、領土内での民事裁判権と刑事裁判権の行使をするまでに発展している。
モヒガン国家はモヒガン族の人々によって統治されている。選挙制をとっており、部族評議会に九人、長老評議会には七人が部族内から選出される。長老評議会が受け持たない立法権と行政権の一部は部族評議会に帰属する。
長老評議会は司法問題と部族の文化的一体性を監督し、部族員資格と資格認定のルールを定める立法権も行使する。部族裁判所は全ての非ゲーミング関連の事柄を裁定する。
1988年のインディアン賭博規制法の成立を受けて、モヒガン国家は1994年後の連邦政府による認定とモヒガン国家（コネチカット）土地返還法による土地返還を経た後、コネチカット州政府との協力的な関係を活かし、ゲーミング協定を交渉した 交渉の結果、アメリカ連邦政府はモヒガン族の主権保留地としての使用するため、ユナイテッド原子力社が元々所有していた洗浄済みの土地を受託した。
連邦認定を受けてから2年後の1996年、モヒガン族はモヒガンサン・カジノを開業した。モヒガン族とコネチカット州政府間で結ばれたゲーミング協定はコネチカット州に対してスロット収入の25%が州の公共サービスへと充当されることを保証させた。コネチカット州政府にとって、先住民族は連邦政府からの国庫支出金以外で最大の収入源となっている。コネチカット州政府とモヒガン族政府との良好な政府間関係は、屋内喫煙の規制やアルコール提供、保留地での州警察の駐在など、今までに取り上げられた問題の迅速な解決を可能とさせている。

### 社会貢献
モヒガンサンへの来場者によってリゾートに隣接するモンビル町に渋滞が生じないよう、モヒガン族は部族の資金3,500万ドルを用いてアクセス道路を築いた。近隣地域と密に協力し合い、地域の水源プロジェクトでは安全できれいな飲料水の確保のためにプロジェクト総費用1,100万ドルを拠出した。
モヒガン族はコネチカット州内の地域コミュニティがスロット収入の大部分を受け取れるよう、主張を重ねている。カジノによって最も影響を受けているコミュニティがピクォート・モヒガン基金から追加補助を得られるよう、補助金提供の公式の訂正を提案することに成功した。
また、モンビル町には税金の代わりに50万ドルを毎年収めている。モヒガン族は地域の社会経済発展基金のパートナーでもあり、回転ローン制度は地域の小規模企業の雇用創出につながっている。モヒガン族はコネチカット州内の他の同様なプログラムでも唯一の非銀行投資者である。
コネチカット州立大学の評議員会はモヒガン族から一人を必ず評議員として迎えることを規定している。

## 経済
モヒガン族は部族、部族員、地域社会の経済的発展のためにゲーミングを収入源してきた。モヒガンサンは約10,000人の従業員を直接雇用しており、何千人とを雇用している地元中小企業から物品やサービスを調達している。部族関係機関とカジノの従業員は州所得税と連邦所得税の納付に加え、他の所得税も納付し、州政府と連邦政府に何千万ドルを提供してきたという。
連邦法、モヒガン族憲法とその諸法の義務付けに従い、先住民族のゲーミング利益は部族政府の医療、教育、福祉、インフラ整備の業務支援に充てられている。先住民族としてモヒガン族は種々の連邦補助金を受け取る資格もあるが、1997年までには補助金を返納あるいは辞退できる状況までに経済成長した。1997年、住宅都市開発省からの220万ドル相当の補助金を他の先住民族国家へ再配分されることを希望し、辞退した。
1996年10月のオープニング以来、モヒガンサンはコネチカット州経済に対して以下の利益を上げてきた。
- コネチカット州政府に25億ドル相当をスロット収入から納税
- 従業員に40億ドル以上を給料、賃金、福利厚生として支払い
- 物品やサービス類に対して60億ドル以上を支出
- 州税に2億ドル以上を納付
- 州サービスに6,500万ドル以上を貢献
- 慈善団体に1,800万ドル以上を寄付

モヒガン族はニューイングランド・ブラック・ウルブズの全米ラクロスリーグのフランチャイズの一部を所有し、全米女子プロバスケのコネチカット・サンの完全所有者である。

## 著名なモヒガン族人
- エマ・ベーカー：グリーン・コーン儀式を復活させ、部族評議会の議員を務める
- フィデリア・ホスコット・フィールディング （1828年 - 1908年）：モヒガン・ピクォート言語最後の母語話者
- ジョンEハミルトン （1897年 - 1988年）：ローリング・クラウド大首長、インディアン権利活動家
- サムソン・オッコム （1723年 - 1792年）：ブラザータウンのインディアンのニューヨーク州移住を助けた長老教会の牧師
- グラディス・タンタキジョン（1899年 - 2005年）：文化人類学者、ハーブ専門家、タンタキジョン博物館の創設者の一人
- アンカス（1588年ごろ - 1683年ごろ）：モヒガン族初代首長
- マホメット・ウェヨノモン：1735年、先住民族のより良い、公正な待遇を求めて渡英した首長
- ファイス・デーモン・デイヴィソン：モヒガン図書館と記録保管庫、部族所有の貴重な本や資料、地図類を管理し、1997年から2010年にかけて部族の3Dコレクションを監督[4]